# Wanda (personaj legendar)

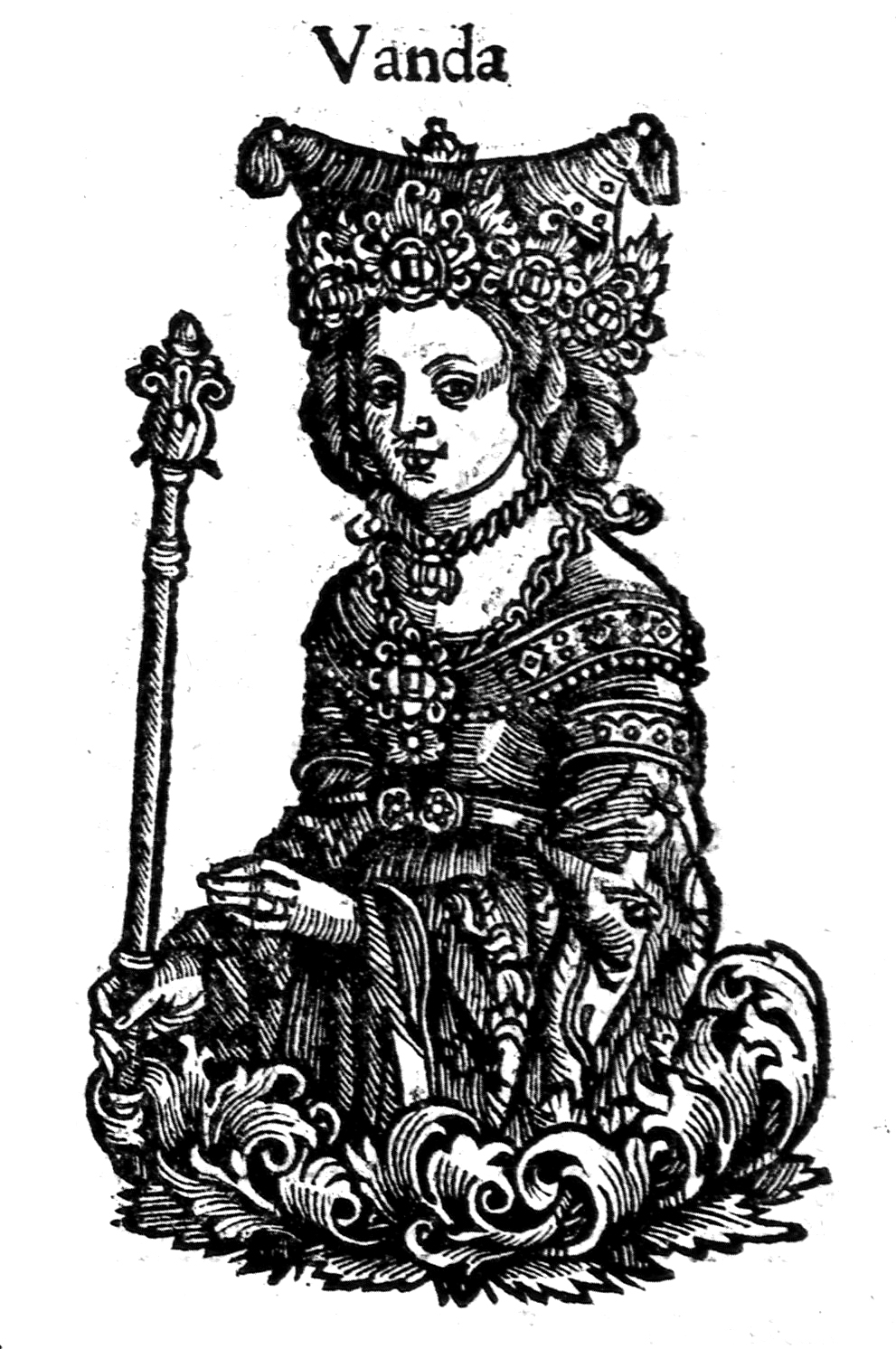
Wanda

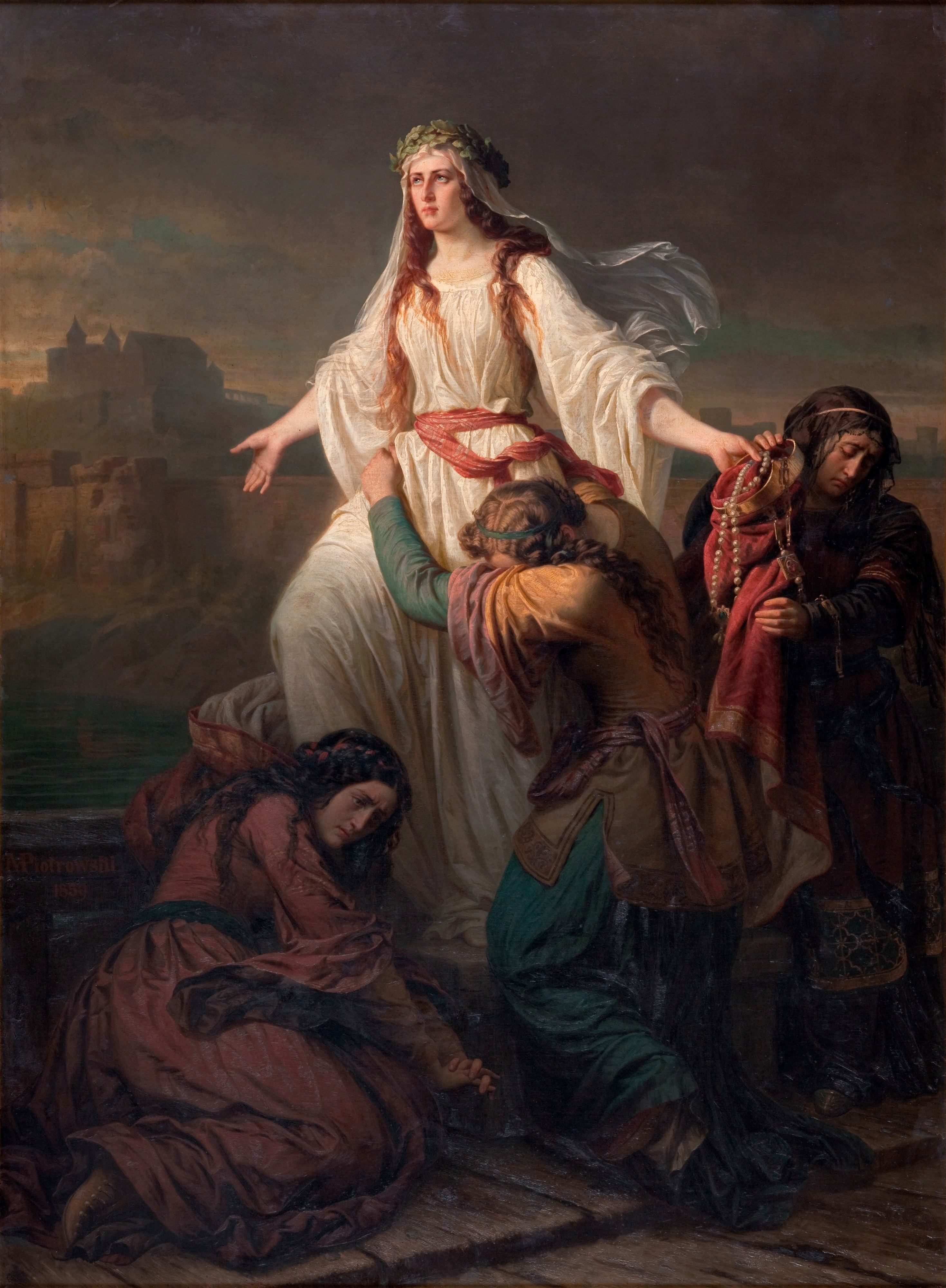
Moartea prințesei Wanda, pictură de Maksimilian Piotrowski, 1859.

Wanda (probabil a trăit în secolul VIII în Polonia) a fost fiica lui Krak, fondatorul legendar a orașului Kraków. După moartea tatălui ei, ea a devenit regină a polonezilor, dar s-a sinucis pentru a evita un mariaj nedorit.

## Legende
Prima menționare scrisă a legendei despre Wanda a fost făcută cronicarul polonez Wincenty Kadłubek. Conform versiunii lui, Wanda a condus Polonia după moartea conducătorului polonez Krak. Când pământul ei a fost invadat de „Aleman tiranul”, care a încercat să profite de moartea conducătorului precedent, Wanda și-a condus trupele ca să-l înfrunte. Văzând frumusețea ei, trupele germane au refuzat să lupte și liderul lor s-a sinucis. Spre sfârșitul istoriei Kadłubek spune că oamenii statelor „în numele cărora este denumit râul Vandalus” sunt numiți „Vandali”, inclusiv și poporul polonez. În această versiune Wanda a rămas necăsătorit și a avut o viață lungă.

### Versiunile ulterioare
Versiunile ulterioare ale poveștii diferă în mod semnificativ. În varianta din Marea Cronică Poloneză (poloneză Kronice wielkopolskiej), liderul german, Rytygier, a dorit să se căsătorească cu Wanda, în cazul în care ea-l refuza era să invadeze ținuturile. În această versiune, el a murit în timpul luptei care a urmat, după care Wanda s-a sinucis în semn de recunoștință zeilor păgâni pentru victoria obținută. În alte versiuni ale poveștii, Wanda se sinucide aruncându-se în râul Vistula, pentru că ea știe că atâta timp cât ea este în viață, sunt pretendenți la aceste pământuri, care nu vor folosi în caz că moare refuzul ei de a se căsători ca un pretext pentru o invazie.

## Istoriografie
Povestirea despre Wanda a fost pentru prima dată descrisă de un episcop și istoric polonez medieval (secolele XII-XIII), Wincenty Kadłubek, și se presupune că majoritatea povestirilor au fost inventat de el, bazându-se probabil pe miturile și legendele slave, deși unii istorici cred legenda își are rădăcinile din tradițiile scandinave sau din Roma Antică (poate Grecia).
Un lucru interesant, în versiunea Kadłubek prințul german, nu Wanda, se sinucide: conform lui Kadłubek, prințesa a trăit o viață lungă și fericită, fiind pentru totdeauna o fecioară. Aceasta s-a întâmplat în secolele XIII-XIV în conformitate cu Marea Cronică Poloneză unde Wanda s-a sinucis, această vesiune a fost popularizată în secolul al-XV-lea de istoricul Jan Długosz.

## Influența în cultură

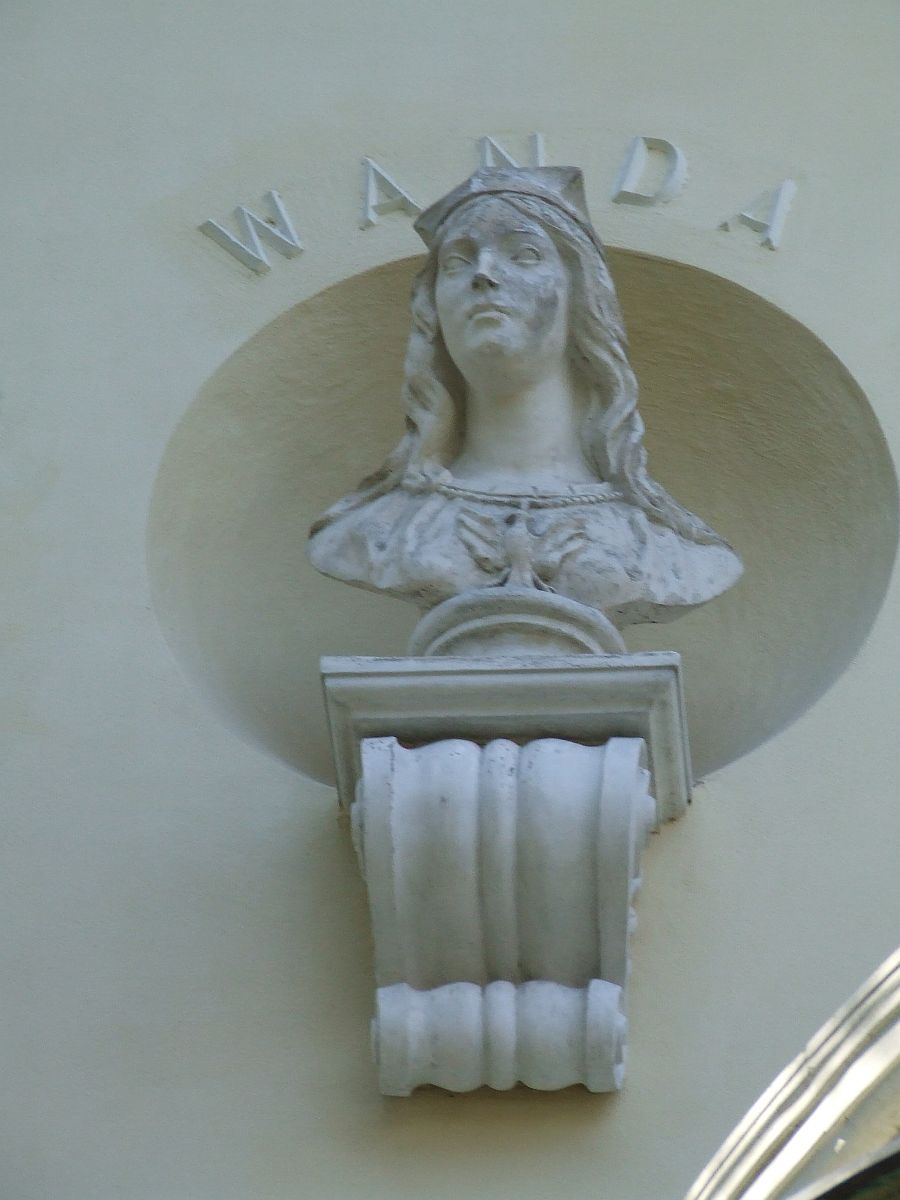
Bustul Wandei din Palatul Krasiński, Ursynów.

Conform tradiției se spune că ea este îngropată sub Movila lui Wanda (poloneză Kopiec Wandy). Un obicei observat până în secolul al XIX-lea a fost că la Rusalii se aprindeau focuri pe această movilă, situată la periferia Cracoviei în Nowa Huta, district industrial înființat în 1949. Construcția cartierului Nowa Huta a început de onomastica Wandei (23 iunie), ea fiind un patron semi-oficial al districtului, care are un centru comercial, stradal, pod și un stadion care poartă numele ei.
Poetul german Zacharias Werner a scris o dramă intitulată Wanda, care sub conducerea prietenului său Goethe a fost pusă în scenă în 1809.
În literatura poloneză, legendele despre Wanda a servit ca sursă de inspirație pentru multe lucrări, subliniind adesea temele independenței Polonie și conflictul victorios cu Germania.
Poetul polonez C.K. Norwid a vizitat movila în 1840. El a compus ulterior poemul narativ Wanda, în onoarea vechii prințese.
Dramaturgul croat Matija Ban a făcut-o pe Wanda simbolul Poloniei în piesa lui din 1868, Wanda, regina poloneză.
Antonín Dvořák a compus a cincea din cele 11 opere ale sale, tragedia Vanda în jurul acestui episod din legendele istoriei poloneze. Scrisă în 1875, el a transpus povestea ca o luptă între slavii păgâni și germanii creștini.
În 1890, o statuie proiectată de artistul polonez Jan Matejko reprezentând un vultur care se îndreaptă spre vest, a fost montată în partea superioară a movilei. La  baza statuii a fost sculptată inscripția WANDA, împreună cu două săbii și o furcă.
Savanții Albina Kruszewska și Marion Coleman au descris-o pe Wanda ca având „castitatea pură Elainei, devotamentul filial a Cordeliei și voința de fier a reginei Boudica.”